# Cucurbitaria
Cucurbitaria Shoemaker (gałczak) – rodzaj grzybów workowych z klasy Dothideomycetes.

## Systematyka i nazewnictwo
Pozycja w klasyfikacji według Index Fungorum: Cucurbitariaceae, Pleosporales, Pleosporomycetidae, Dothideomycetes, Pezizomycotina, Ascomycota, Fungi.
Takson utworzył Samuel Frederick Gray w 1821 roku. Jego gatunkiem typowym jest Cucurbitaria berberidis, wyznaczony przez Clementsa i Sheara w 1931 r. Synonimy:

- Crotonocarpia Fuckel 1870
- Cucurbitariopsis Vassilkov 1960
- Cyathisphaera Dumort. 1822
- Gemmamyces Casagr. 1969
- Gibberidea (Fr.) Rabenh. 1858
- Leucothyridium Speg. 1909
- Megaloseptoria Naumov 1925
- Megalospora Naumov 1927
- Neofracchiaea Teng 1938
- Phialospora Raf. 1832
- Sphaeria b Gibberidea Fr. 1849
- Sphaeria ser. Erumpentes Fr. 1849

W 2025 r. Komisja ds. Polskiego Nazewnictwa Grzybów Polskiego Towarzystwa Mykologicznego zarekomendowała dla rodzaju Cucurbitaria nazwę gałczak.
Gatunki występujące w Polsce:
- Cucurbitaria acerina Fuckel 1870[4]
- Cucurbitaria amorphae (Wallr.) Fuckel 1870
- Cucurbitaria berberidis (Pers.) Gray 1821 – gałczak berberysowy
- Cucurbitaria dulcamarae (Kunze & J.C. Schmidt) Fr. 1849
- Cucurbitaria naucosa (Fr.) Fuckel 1870
- Cucurbitaria ribis Niessl 1872
- Cucurbitaria salicina Fuckel 1870
- Cucurbitaria spartii (Nees ex Fr.) Ces. & De Not. 1863[5]

Nazwy naukowe według Index Fungorum'. Wykaz gatunków według W. Mułłenki i innych, nazwa polska na podstawie rekomendacji Komisji ds. Polskiego Nazewnictwa Grzybów.